# 朱莉娅·戈尔莱罗
朱莉娅·戈尔莱罗（義大利語：Giulia Gorlero，1990年9月26日—），意大利女子水球运动员。她曾代表意大利参加2012年和2016年夏季奥林匹克运动会水球比赛，其中2016年奥运会获得一枚银牌。